# Estación de Mâcon-Ciudad

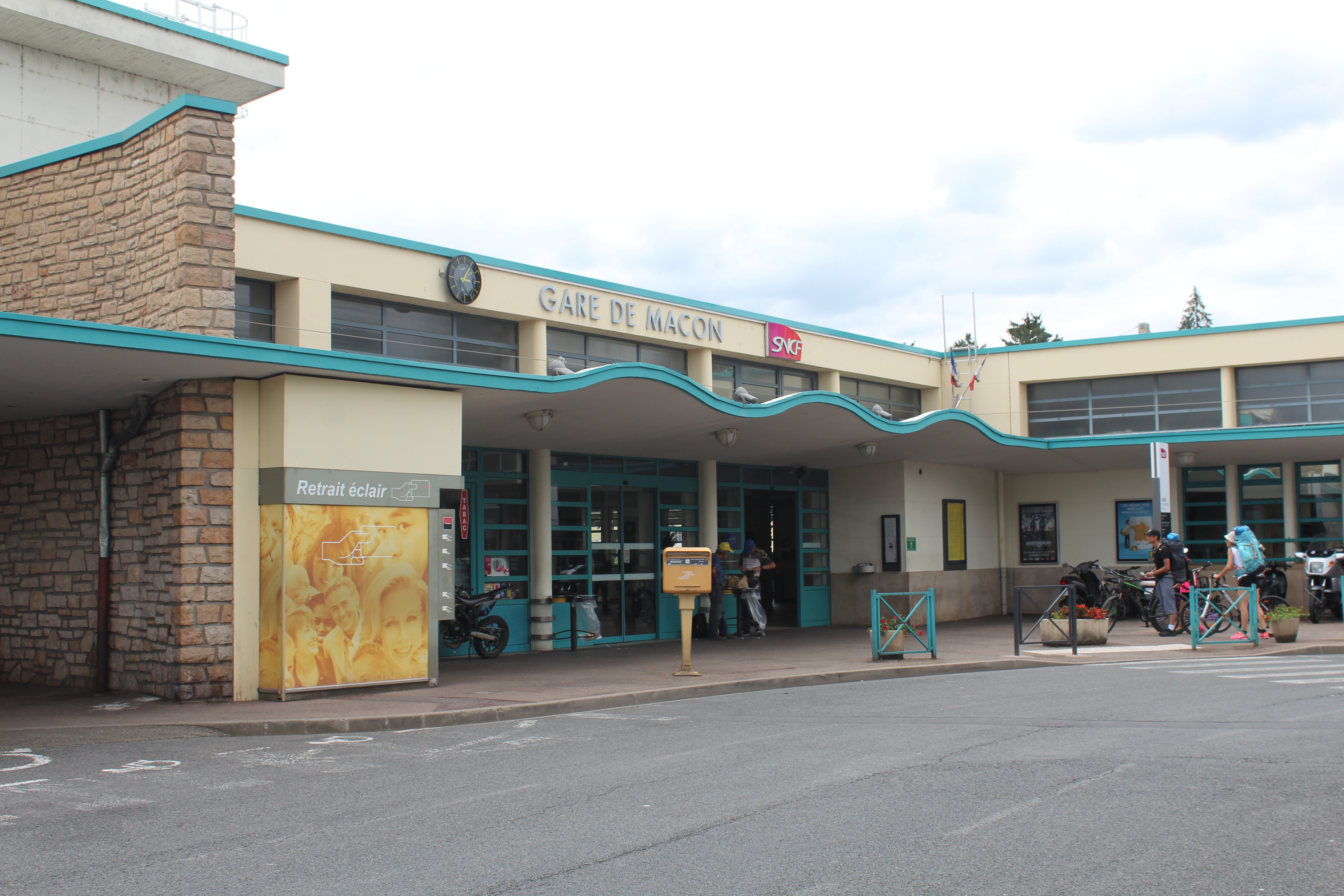
Exterior de la estación

La estación de Mâcon-Ciudad (en francés, Mâcon-Ville) es la principal estación ferroviaria de la ciudad francesa de Mâcon. Su denominación histórica de estación de Mâçon fue modificada tras la apertura en 1981 de la estación de Mâcon-Loché TGV. Por ella circulan un gran número de trenes de alta velocidad y regionales. 

## Historia
La estación fue abierta el 7 de octubre de 1854 por la Compañía de Ferrocarriles de París a Lyon y al Mediterráneo. En 1938 pasó a manos de la recién creada SNCF. En 1997, la explotación y propiedad de la red se repartió entre la propia SNCF y la RFF

## Situación ferroviaria
La estación se encuentra en el punto kilométrico 439,735 de la línea férrea radial París-Marsella. Además, pertenece al trazado de las siguientes líneas férreas:
- Línea férrea Moulins - Mâcon. Este eje transversal que unía Moulins con Mâcon tiene la peculiaridad de tener dos tramos muy diferenciados. Entre Moulins y Paray-le-Monial la línea es utilizada habitualmente por trenes regionales y trenes de mercancías. Sin embargo entre Paray-le-Monial y Mâcon la línea ha sido cerrada y totalmente desmantelada.
- Línea férrea Mâcon - Ambérieu. Variante norte que permite enlazar con la línea Lyon-Ginebra sin pasar por Lyon.

## Descripción
La estación se caracteriza un diseño moderno y funcional. Se compone de tres andenes, al que acceden seis vías. Cada andén está recubierto parcialmente con su propia marquesina y varios pasos subterráneos permiten el cambio de vías.  

## Servicios ferroviarios

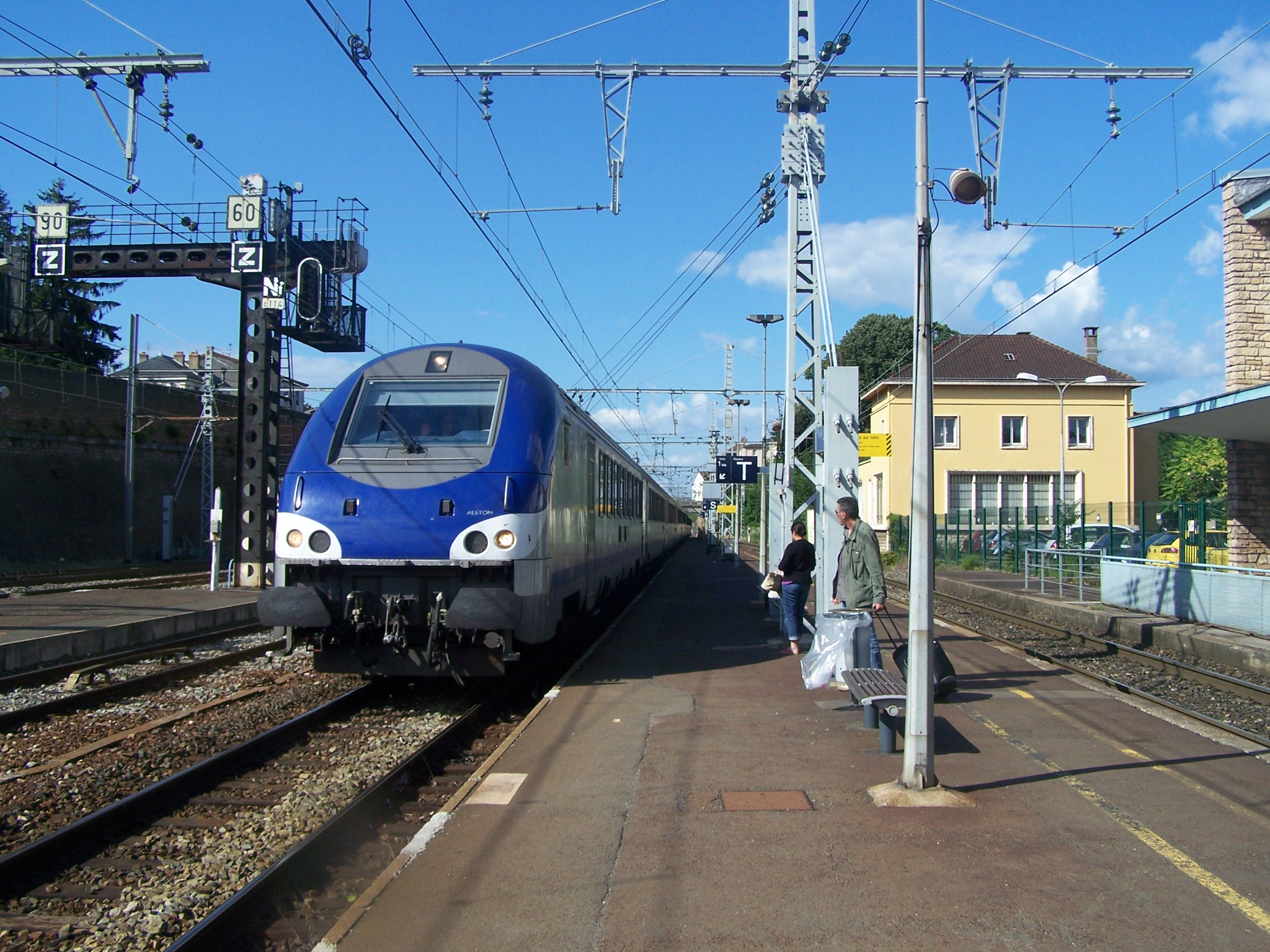
Un tren TER accede a la estación.

### Alta Velocidad
Los trenes TGV que transitan por la estación permiten enlazar con los siguientes destinos:
- Línea Metz ↔ Montpellier. Tren TGV.
- Línea Dijon ↔ Burdeos. Tren TGV.
- Línea Metz / Dijon ↔ Marsella / Niza. Tren TGV.
- Línea Estrasburgo ↔ Montpellier. Tren TGV. Estacional, sólo fines de semana y verano.

### Regionales
Estos trenes regionales circulan por estación:
- Línea Dijon ↔ Lyon / Grenoble.
- Línea Dijon ↔ Chambéry-Challes-les-Eaux / Bourg-Saint-Maurice.
- Línea Chalon-sur-Saône / Dijon ↔ Mâcon.
- Línea Mâcon ↔ Vienne.
- Línea Mâcon ↔ Lyon.
- Línea Mâcon ↔ Valence
- Línea Mâcon ↔ Ambérieux.